# Wappen Preußens
Die Wappen Preußens zeigte seit 1701 auf einem Schild in Weiß (Silber) einen nach rechts blickenden, mit goldenen Kleestengeln auf den Flügeln gezierten und gold bewehrten schwarzen Adler. Er trug auf dem Kopf eine Krone, auf der Brust das Monogramm „FR“ (für Fridericus Rex), im linken Fang einen Reichsapfel und im rechten Fang ein Zepter.

## Geschichte

Wappen des Deutschen Ordens (13. Jhd.)

Wappen Preußens (1892)

Wappen Preußens (1921)

Der Adler als Wappentier Preußens stammt von dem Reichsadler des Heiligen Römischen Reiches ab. Der Hochmeister des Deutschen Ordens Hermann von Salza erhielt nach 1229 von Kaiser Friedrich II. das Recht, im Mittelschild seines Hochmeisterkreuzes, das schwarz im weißen Feld lag, auf goldenem Grund den nach heraldisch rechts blickenden schwarzen Reichsadler mit rot tingierter Zunge zu führen. Die Fänge des Adlers waren geöffnet. Vom persönlichen Wappen des Hochmeisters wurde es später zum Hoheitszeichen des Deutschordensstaates, dem die Zeitgenossen die Landesbezeichnung Preußen gaben. In der Mitte des 15. Jahrhunderts spalteten die Gebiete des Preußischen Bundes sich vom Ordensstaat durch ihre Unterstellung unter den König von Polen als Preußen Königlichen Anteils ab. Dessen Wappen zeigte um 1460 einen über das Adlerhaupt herauswachsenden geharnischten Schwertarm und der preußische Adler im nun weißen Feld bekam die polnische Königskrone um den Hals gelegt. Das Wappen behielt das Territorium, als es 1772 nach der Ersten Teilung Polens als Provinz Westpreußen in den preußischen Staat inkorporiert wurde. Der Adler findet sich heute im Wappen des polnischen Kreises Marienburg und abgewandelt in den Wappen einiger Kreise der polnischen Woiwodschaft Kujawien-Pommern.
Infolge der Reformation wurde der verbliebene Staat des Deutschen Ordens 1525 in das weltliche Herzogtum Preußen umgewandelt. Die schon 1466 anerkannte Lehnsherrschaft des Königs von Polen ist anlässlich der dadurch nötig gewordenen Neubelehnung des Herzogs durch König Sigismund I. verdichtet worden, was sich im Wappen des Herzogtums zeigte: Das Kreuz wurde entfernt und der goldene Hintergrund des Adlers durch einen silbernen ersetzt. Nun umschloss die polnische Königskrone seinen Hals und er trug Kleestängel. Auf der Brust des Adlers befand sich die goldene Initiale des polnischen Königs, zunächst ein „S“ für Sigismund I. Als 1568 infolge des Todes Herzog Albrechts eine Neubelehnung seines Sohnes Albrecht Friedrich erforderlich wurde, verweigerte dieser die vom polnischen König Sigismund II. August verlangte Veränderung der Initiale in „SA“. Seither führte das Wappen in Polen die jeweils aktualisierten Initialen, während es im Herzogtum selbst beim „S“ blieb. Erst im Jahre 1633 einigten sich beide Seiten auf die Anbringung sowohl der Initialen „V“ für den Lehnsherren Wladislaw IV. als auch „G“ für den Lehnsvasallen Georg Wilhelm auf der Brust des Adlers, der zudem einen Herzogshut auf den Kopf bekam. Als mit den Verträgen von Labiau, Wehlau und Oliva seit 1660 die polnische Lehnsherrschaft über das Herzogtum geendet hatte, verschwand die Initiale „C“ des polnischen Königs Johann II. Kasimir und nur das „F“ für den nun souveränen Friedrich Wilhelm blieb im Wappen. Das Wappen des Herzogtums aus der Zeit Sigmund I. mit Initiale auf der Brust lebt als Bestandteil des Wappens der polnischen Woiwodschaft Ermland-Masuren fort.
Die Erhöhung des Herzogtums Preußen zum Königreich im Jahre 1701 hatte mehrere Änderungen des preußischen Wappens zur Folge. Der Kopf des Adlers trug nun eine geschlossene Königskrone und eine geöffnete Herzogskrone um den Hals, seine Fänge hielten ein Zepter und einen Reichsapfel. Auf seiner Brust standen für immer die goldenen Initialen des ersten preußischen Königs Friedrich I.: „FR“ für Fredericus Rex. In dieser Form setzte Friedrich es als Herzschild in sein neues landesherrliches königlich-preußisches Wappen für den nun preußischen Staat an die Stelle des im blauen Schild befindlichen goldenen Zepters des Erzkämmerers des Reiches. Dieses Symbol der nun zweitrangig gewordenen kurfürstlichen Würde Friedrichs und seiner Nachfolger rückte damit im Großen und Mittleren Wappen Preußens fortan auf den zweiten Platz. Der Name und das Wappen des Königreichs gingen im 18. Jahrhundert als Hoheitszeichen des Monarchen auf den nunmehr preußischen Staat der Hohenzollern über, wobei der schwarze Adler als dessen Symbol auf Fahnen, Standarten, Flaggen, Orden und Ehrenzeichen, Münzen, Siegeln und vorgedruckten amtlichen Formularen und Bekanntmachungen manchmal saß oder aufflog und dabei nach hinten oder vorn blickte. Die offene Herzogskrone um den Hals hatte er bald verloren, jedoch fehlte ihm so gut wie nie das „FR“ auf der Brust. Im 19. Jahrhundert führte der Staat Preußen ein Kleines, ein Mittleres und ein Großes Wappen (siehe unten); seit 1892 außerdem den Wappenadler (siehe Mitte rechts).
Nach der Novemberrevolution beschloss die Preußische Staatsregierung am 4. April 1919, das preußische Wappen vorerst beizubehalten. Am 5. Juli 1921 entschied sich das preußische Staatsministerium für ein neues Wappen und traf Bestimmungen zur Anschaffung von Wappensiegeln und Stempeln für alle Behörden. Das am 11. Juli 1921 angenommene Wappen des Freistaats Preußen folgte dem Entwurf des Architekten Hermann Esch. Es zeigte auf weißem Grund einen steigenden, rückwärtsschauenden (den Kopf vom Beschauer nach rechts gewendeten) schwarzen Adler mit geschlossenem gelben Schnabel und gelben Fängen, womit er an ältere Adler aus dem militärischen Bereich anknüpfte. Der Adler im Wappen der Provinz Ostpreußen veränderte sich bis auf den Verlust der monarchischen Attribute nicht, stimmte aber nicht länger mit dem im Staatswappen überein. Im Wappen Preußens zur Zeit des Nationalsozialismus blickte seit dem 2. Oktober 1933 der weiterhin nicht gezungte und nun nach links auffliegende Adler heraldisch zwar ebenfalls nach links, infolge der geänderten Flugrichtung aber nach vorn, über seinem Kopf befand sich ein Band mit dem preußischen Wahlspruch „Gott mit uns“. Auf der Brust trug er ein silbernes Hakenkreuz. Im rechten Fang hielt der Adler ein silbernes Schwert, im linken zwei goldene Blitze.

Großes Wappen
Mittleres Wappen
Kleines Wappen

## Verwendungen

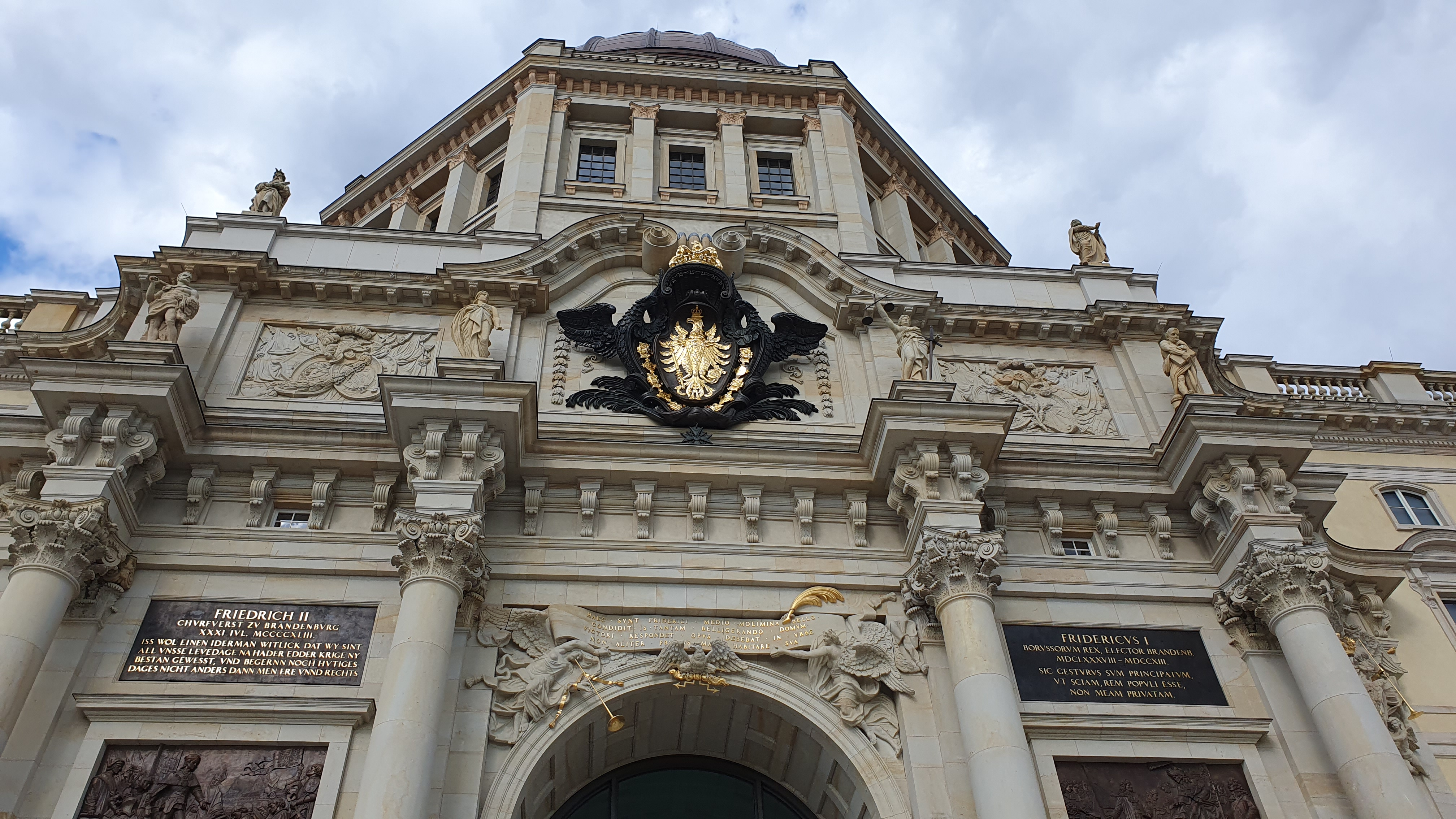
Wappen Preußens als Rekonstruktion der Großen Wappenkartusche am Eosanderportal des Berliner Schlosses

Das Wappen Preußens verweist noch heute als ehemaliges Hoheitszeichen an zahlreichen Gebäuden auf das preußische Königtum und den preußischen Staat. Am Berliner Schloss ließ Wilhelm II. 1903 die Große Wappenkartusche anbringen. Das Werk zeigt eine neobarocke Darstellung des Wappens Preußens durch den Bildhauer Otto Lessing.
Im Wappen Sachsen-Anhalts befindet sich aufgrund der ehemaligen Zugehörigkeit seines Großteils zu Preußen im linken oberen Feld der preußische Adler. Der Adler wurde auch der Rheinprovinz für ihr Wappen verliehen, in deren Nachfolge übernahm ihn dann der Landschaftsverband Rheinland. Ebenso befindet sich der Wappenadler der polnischen Lehenszeit von 1525–1633 in mehreren Woiwodschafts- und Kreiswappen Polens auf dem Territorium des ehemaligen Ostpreußens.
Des Weiteren verwenden die Stiftung Preußischer Kulturbesitz den republikanischen Adler und den gekrönten die Stiftung Preußische Schlösser und Gärten Berlin-Brandenburg sowie der Orden Pour le Mérite zusätzlich mit Zepter und Reichsapfel. Auch Vereine wie etwa der Fußballverein Preußen Münster verwenden den preußischen Adler als ihr Erkennungszeichen.